# Jardín (Antioquia)
El Jardín és una ciutat i municipi en la regió sud-oest d'Antioquia, Colòmbia. És fitat al nord pels municipis d'Andes, Jericó, i Támesis municipis al sud pel departament de Caldas. El municipi es troba entre el riu de San Juan, anomenat Docató (pedres de riu) pels nadius, i una branca de la cordillera Occidental. Jardín és conegut per la seva arquitectura colonial, exuberant vegetació, i corrents i rius abundants.